# Julian Guttau
Julian Guttau (* 29. Oktober 1999 in Halle (Saale)) ist ein deutscher Fußballspieler, der aktuell beim FC Erzgebirge Aue unter Vertrag steht.

## Karriere
Nach seinen Anfängen in der Jugend der SG Einheit Halle wechselte er im Sommer 2011 in die Jugendabteilung des Halleschen FC. Dort kam er auch zu seinem ersten Einsatz im Profibereich in der 3. Liga, als er am 15. September 2018, dem 7. Spieltag bei der 1:2-Auswärtsniederlage gegen den KFC Uerdingen 05 in der 46. Spielminute für Mathias Fetsch eingewechselt wurde.
Nach über einhundert Ligaspielen erfolgte zur Saison 2022/23 sein ligainterner Wechsel zur zweiten Mannschaft des SC Freiburg.
Im Sommer 2023 wechselte er ligaintern zum TSV 1860 München. Im Sommer 2025 wurde sein Vertrag in München nicht verlängert.
Seit Juli 2025 steht er beim FC Erzgebirge Aue unter Vertrag.